# Michael Mayer (DJ)

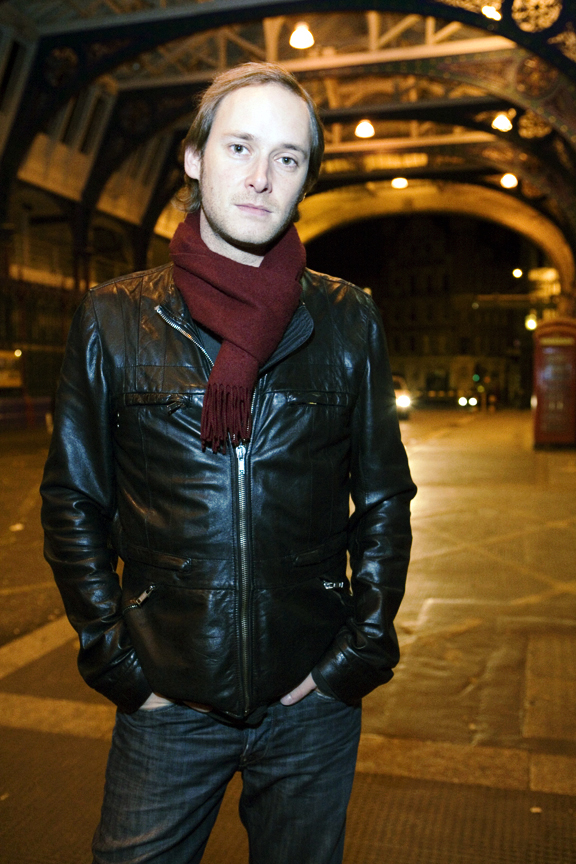
Michael Mayer (2006)

Michael Mayer (* 12. November 1971 im Schwarzwald) ist ein DJ, Remixer und Produzent im Bereich der elektronischen Tanzmusik.
Er ist A&R und Leiter des Kölner Techno-Labels Kompakt. Außerdem war er als Gutachter für das Techno-Magazin Frontpage beschäftigt.

## Leben
1990 startet Mayer seine DJ-Karriere mit einer eigenen Sendung beim Radiosender RTO 100.6. Später war er Resident-DJ in der Discothek Why Not in Achern bei Baden-Baden. Von 1994 bis 1996 war er Resident-DJ im IZ Club in Köln.
1998 erschien das Album Geben und Nehmen von Forever Sweet, einem Musikprojekt das neben Mayer aus Reinhard Voigt und Tobias Thomas bestand. Im selben Jahr erschien Mayers erste Mix-CD Kompakt Köln Presents Michael Mayer. Im März 2002 erschien die zweite Mix-CD Immer. SPEICHER 2 mit Love is stronger than pride zusammen mit Reinhard Voigts Supertiel auf der Rückseite wurde ein Clubhit und wurde beim Groove Magazine Readers Poll zu einem der besten Tracks des Jahres 2002 gewählt.
Im Jahr 2003 erschien Mayers Mix-CD Fabric 13, aus der Compilation-Reihe Fabric. Laut der Zeitschrift XLR8R gilt es als eines der 100 einflussreichsten Alben der letzten 13 Jahre. Im Groove Magazin wurde das Album von DJs und Autoren unter die 50 wichtigsten Compilations gewählt. Im November 2004 erschien Mayers erstes Solo-Album Touch. Beim Reader’s Poll 2006 der Raveline wurde Michael Mayer auf Platz 9 der besten nationalen DJs gewählt.
Mayer war neben Forever Sweet an den Musikprojekten Friends Xperiment Sound System (mit Tobias Thomas), SuperMayer (mit Superpitcher), Zimt (mit Matias Aguayo) und Mayburg (mit Jörg Burger) beteiligt.
Sein Album Immer findet sich auf Platz 18 der Liste der The 30 Greatest EDM Albums of All Time des Musikmagazins Rolling Stone (Stand August 2012).

## Diskografie

### Alben
- 2004: Touch (Kompakt)
- 2012: Mantasy (Kompakt)
- 2016: & (K7)
- 2024: The Floor is Lava (Kompakt)

### Mix-CDs
- 1998: Kompakt Köln Präsentiert Michael Mayer (Neuton)
- 2002: Immer (Kompakt)
- 2003: Speicher CD 1 (Kompakt)
- 2003: Fabric 13 (Fabric (London))
- 2004: Speicher CD 2 (Kompakt)
- 2006: Immer 2 (Kompakt)
- 2007: Speicher CD 3 (Kompakt)
- 2010: Immer 3 (Kompakt)
- 2017: DJ Kicks (K7)

### Singles und EPs
- 1997: Frost (New Transatlantic (NTA))
- 1997: Heaven (New Transatlantic (NTA))
- 1999: 17&4 (Kompakt)
- 1999: Stereolove / Monosex (Kreisel 99; mit Tobias Thomas)
- 1999: Twin Peaks / Frost (Kreisel 99)
- 2000: Pensum (Kompakt)
- 2002: Eldar (Art Of Perception; mit Codec & Flexor)
- 2002: Speaker (), Kompakt 12"
- 2003: Love Is Stronger Than Pride (Kompakt Extra; Speicher 2; mit Reinhard Voigt)
- 2003: Privat (Kompakt)
- 2003: Unter Null / Bring It Back  (Kompakt Extra; Speicher 7; mit Reinhard Voigt)
- 2003: Supertiel Remix (Kompakt Extra; Speicher 8; mit Joachim Spieth)
- 2003: X (Kompakt Extra; Speicher 14; mit The Orb)
- 2005: Lovefood (Kompakt Pop)
- 2005: Sky Dumont (Kompakt Extra; Speicher 28; mit Reinhard Voigt)
- 2006: Transparenza (Kompakt Extra; Speicher 36; mit Reinhard Voigt)

### Remixe (Auszug)
- 1997: Mathias Schaffhäuser – Nice To Meet You (Blaou Sounds)
- 1998: Bananafishbones – Come to Sin (DON Records)
- 1998: Sven Väth – Face It (Virgin)
- 1998: Gonzalo Martinez – La Pollera Colora (Multicolor Recordings)
- 1998: Die Sterne – Bis Neun Bist Du OK (L’age d’or)
- 1999: Jeff Samuel – Bidooba (Lo-Fi Stereo; ASCII Edition)
- 1999: Egoexpress – Telefunken (Ladomat 2000)
- 1999: Bodo Elsel – Fantasie Mädchen (Playhouse)
- 2000: Sven Väth – L'Esperanza (Club Culture)
- 2000: Ural 13 Diktators – Diskossa (Mental Groove Records)
- 2001: Robotman – Hypno Freak (Poker Flat Recordings)
- 2001: Justus Köhncke – Jet / Shelter (Kompakt)
- 2001: Antonelli Electr. & Miss Kittin – The Vogue (Remixes) (Italic)
- 2002: Frank Martiniq – Adriano (Boxer Recordings)
- 2002: Wolfgang Voigt – Nachschub (Kompakt Extra)
- 2002: PeterLicht – Sonnendeck (MOFA Schallplatten; mit Tobias Thomas)
- 2003: The Modernist – Protest Songs (Wonder)
- 2004: Superpitcher – Happiness Remixe (Kompakt)
- 2004: Agoria – Sky Is Clear (PIAS France)
- 2005: Nathan Fake – Coheed (Traum Schallplatten)
- 2005: Miss Kittin – Happy Violentine (Novamute)
- 2005: Depeche Mode – Precious Ambient Mix (Mute Records (UK))
- 2005: Depeche Mode – Precious Balearic Mix (Sire Records)
- 2006: Pet Shop Boys – Flamboyant (Parlophone Records)
- 2006: Adolf Noise – Rammelwolle Remixe (Freude Am Tanzen)
- 2006: Paul Kalkbrenner – Reworks (BPitch Control)
- 2008: Alter Ego – Jolly Joker (Klang Elektronik)